# Lepus callotis
La lepre dai fianchi bianchi (Lepus callotis Wagler, 1830) è un mammifero lagomorfo della famiglia dei Leporidi.

## Distribuzione
Con due sottospecie (Lepus callotis callotis e Lepus callotis gaillardi) la specie è diffusa dalla parte centro-meridionale degli Stati Uniti (Nuovo Messico meridionale) al Messico centrale. Colonizza le aree pianeggianti a una certa quota, evitando le aree collinari e quelle cespugliose.

## Descrizione

### Dimensioni
Misura circa 50 cm di lunghezza, per un peso medio di due chili e mezzo.

### Aspetto
Il pelo della lepre dai fianchi bianchi è corto ed ispido sul dorso, di colore giallo-brunastro e forti brizzolature nere. Il ventre è invece bianco con una serie di maculature sui fianchi, dalle quali la specie prende il nome comune: anche il posteriore è bianco, con una banda nera che dal sottocoda raggiunge i genitali. La coda, lunga qualche centimetro e ricoperta da un fiocco di pelo, è bianca nella parte inferiore e nera brizzolata di bianco su quella superiore. Le orecchie, marroncine con brizzolature nere sulla superficie anteriore e bianche su quella posteriore, hanno la punta bianca, con un ciuffetto nero subito al di sotto.

D'inverno, il mantello assume colore grigiastro su dorso e posteriore, bianco su ventre, punta delle zampe e ginocchia, mentre la coda è quasi del tutto nera.

Le femmine, a parità di età, sono leggermente più grosse e pesanti rispetto ai maschi.

## Biologia
Si tratta di animali attivi principalmente durante la notte, ma durante le giornate nuvolose è possibile osservarli anche di giorno. Grazie alle lunghe orecchie, sono in grado di captare anche rumori assai flebili, il che permette loro di percepire la presenza di un predatore anche a distanza: in caso di sospetto, l'animale blocca i propri movimenti, in attesa di vedere l'intruso. Se attaccati, fuggono compiendo lunghi balzi e mostrando ritmicamente le parti bianche del corpo: spesso si muovono a zig zag o compiono salti verticali allungando le zampe posteriori verso il basso allo scopo di confondere l'assalitore. Le orecchie servono anche da dispersori di calore in eccesso dei quali l'animale si serve durante le giornate particolarmente calde: in questi casi, la lepre dai fianchi bianchi si erge sulle zampe posteriori in modo da avere le orecchie appena al di sopra dell'erba e ricevere eventuali aliti di vento.

A differenza di molte altre specie di lepre, che hanno abitudini solitarie, questi animali sono soliti vivere in coppie, comportamento questo probabilmente evoluto dall'animale per permettergli di riprodursi in aree dove la densità è assai bassa: i due partner si muovono generalmente stando a qualche metro l'uno dall'altro, ma in caso di pericolo essi fuggono assieme.

Questa specie si serve di fosse che scava nel terreno come rifugio durante i periodi di inattività: tali fosse, di forma ovale, sono, lunghe una quarantina di centimetri e larghe venti, per una profondità massima di 10 cm. In alcuni casi, questi animali sono stati osservati occupare tane abbandonate o condividerle con altri animali.

### Alimentazione
La dieta di questi animali è esclusivamente vegetariana: in particolare, essi si nutrono di erbe di vario tipo e germogli.

### Riproduzione
La stagione riproduttiva, in questa specie, va da aprile ad agosto: la gestazione dura circa quattro mesi e mezzo, al termine dei quali vengono dati alla luce una media di tre cuccioli che sono già in grado di vedere e ricoperti da un mantello soffice e di consistenza lanosa. Nonostante i cuccioli siano maturi sessualmente già qualche mese dopo la nascita, essi generalmente non si riproducono alla successiva stagione riproduttiva, ma attendono un altro anno per farlo.